# Helgö
Helgö est une île suédoise.

## Géographie
Elle fait partie de la municipalité de Ekerö et est situé dans le lac Mälar. Elle s'étend sur environ 1,5 km de largeur et 5 km de longueur.

## Histoire
L'île est surtout connue pour son site archéologique, témoignant de l'existence d'un port marchand d'importance entre le IIIe siècle et le VIIIe siècle. De nombreuses fouilles archéologiques y ont été menées depuis 1954 sous l'égide de l'archéologue Wilhelm Holmqvist. Il y a ainsi été retrouvé parmi d'autres trouvailles importantes, une boule de baptême d'Égypte, une cuillère copte, une crosse irlandaise datant du VIe siècle ou encore une statuette de Bouddha (sv) fabriquée à la fin du Ve siècle dans la vallée du Swat dans l'actuel Pakistan. Ces objets sont actuellement conservés au musée historique de Stockholm,. 
Les deux grandes halles construites à la fin du VIe siècle suggère qu'Helgö aurait appartenu à un chef local influent en lien avec le site de Gamla Uppsala. Les nombreux fragments de verres à boire confirment le statut exceptionnel des occupants ainsi que la tenue fréquente de banquets et de cérémonies cultuelles.
Le site peut être considéré comme le prédécesseur de Birka qui fut actif entre le VIIIe siècle et le Xe siècle. Tout comme Birka et Hovgården, Helgö était peut-être associé à une résidence royale à proximité à Hundhamra.
L'île est aussi connue pour le manoir de Kaggeholm, qui est mentionné dès 1287.

## Galerie

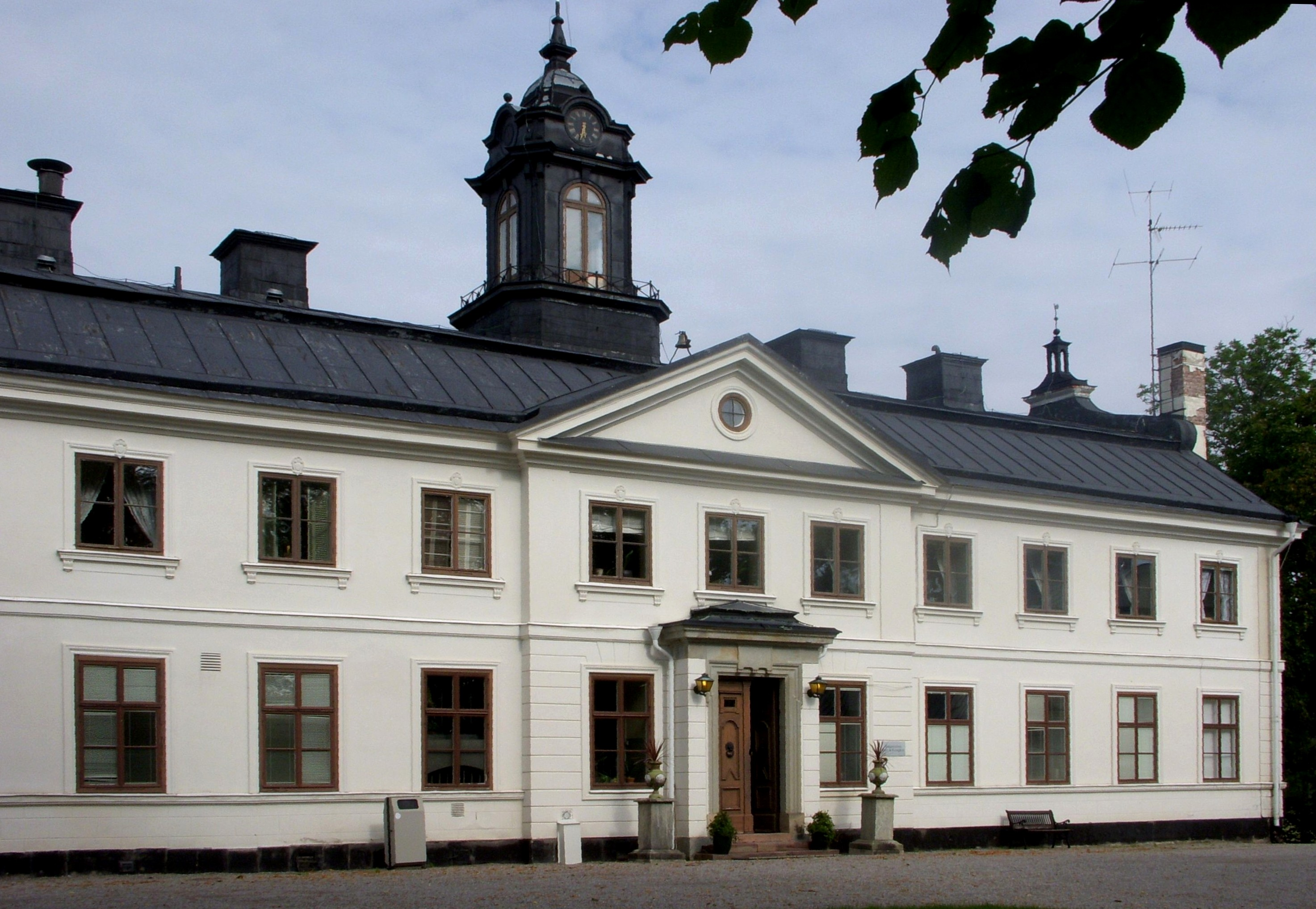
Le château Kaggeholm
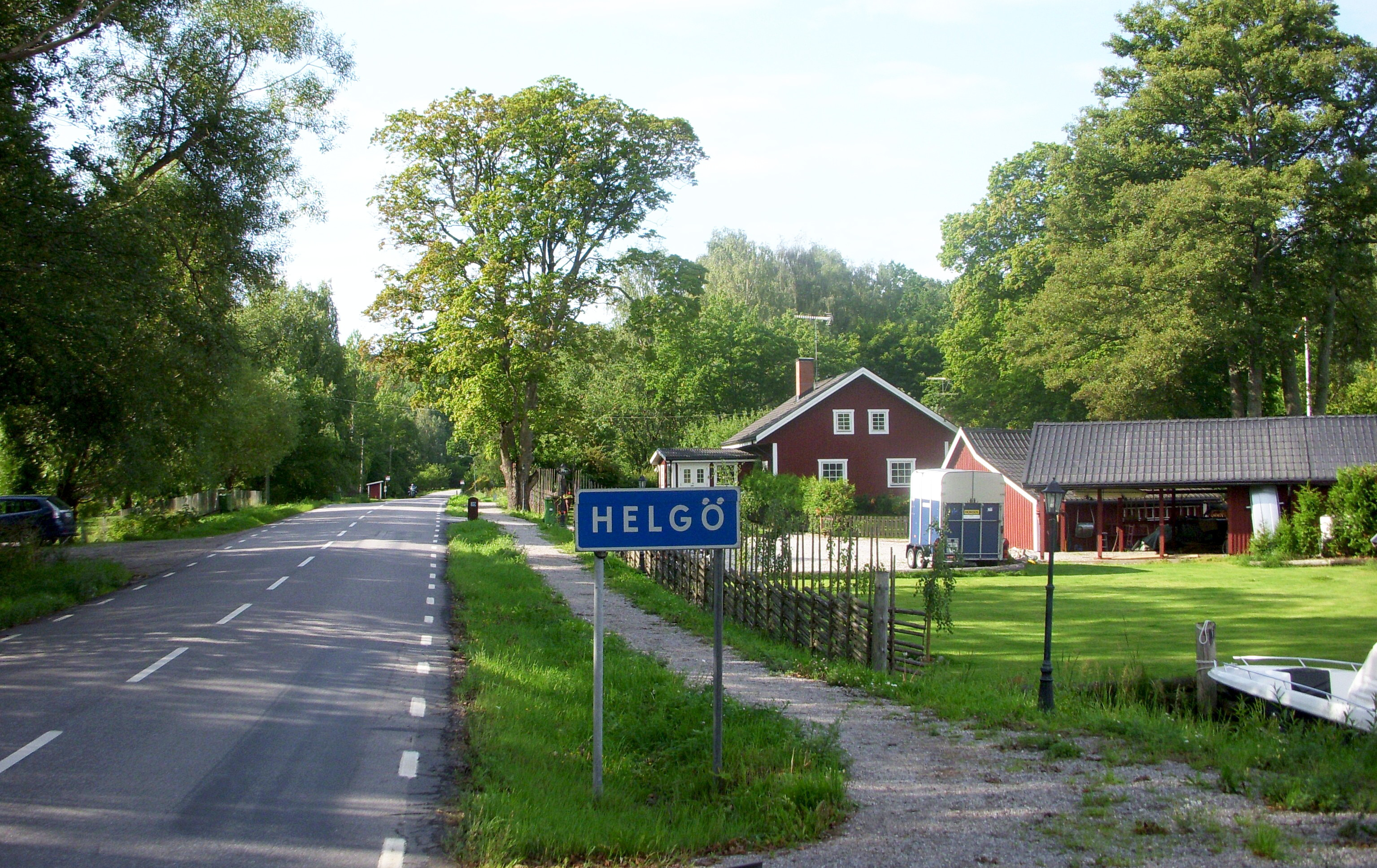
Panneau de route
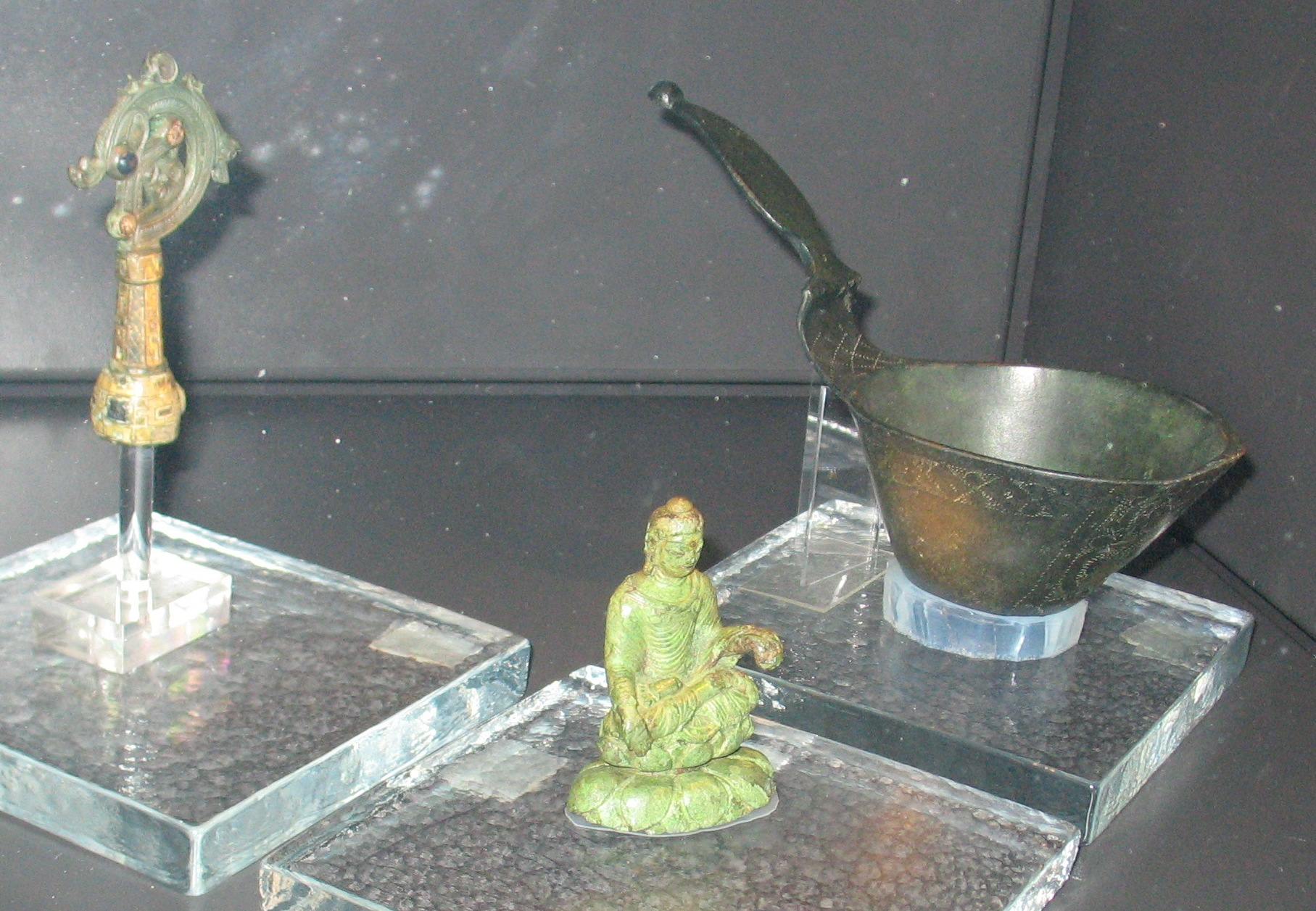
Objets archéologique de Helgö
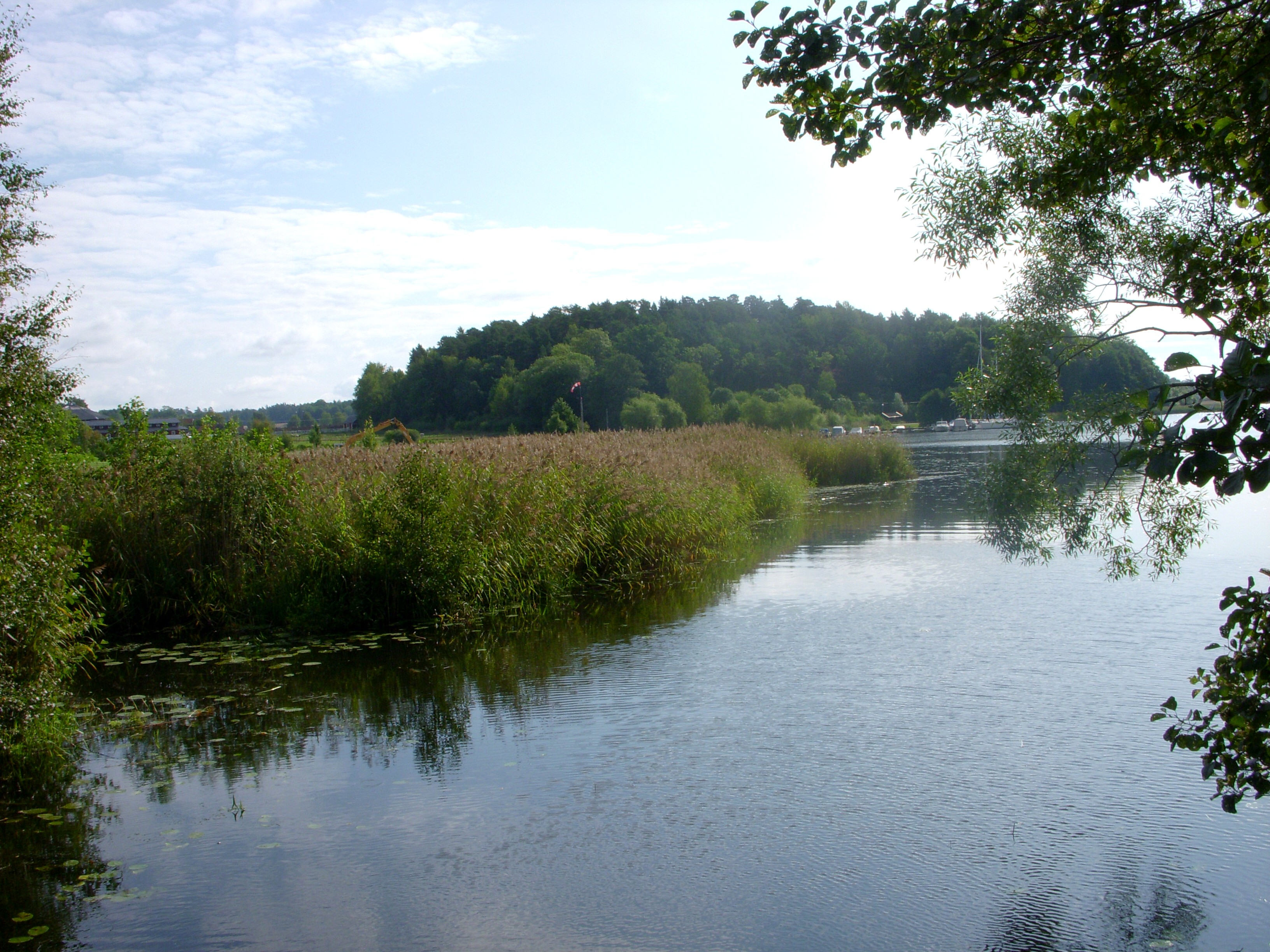
Le canal d'Helgö